# بوبي بيلنغز
بوبي بيلنغز (بالإنجليزية: Bobby Billings)‏ هو موسيقي وكاتب أغاني أمريكي، ولد في 12 فبراير 1975.